# Street Fighter (videojoc del 1987)
Street Fighter és un videojoc de lluita publicat per l'empresa nipona Capcom el 1987, el qual donà lloc a la franquícia Street Fighter (saga de videojocs).

## Jugabilitat
El jugador controla a un lluitador d'arts marcials japonès, en Ryu. Ell competeix en un torneig d'arts marcials per tal de provar la seva força. El jugador 2 controla a l'antic company d'entrenament i rival, en Ken. que repta a en Ryu a les lluites de 2 jugadors. Normalment el jugador 1 controla a Ryu en el mode de joc d'un jugador. La diferència entre els dos lluitadors és purament estètica, ja que els dos tenen els mateixos atacs bàsics i "combos" i tècniques especials). En les fases de bonus, l'única diferència entre Ryu i Ken, era el color del seu cabell i pantalons. Gairebé ningú jugava amb Ken, ja que només es podia jugar des del comandament del segon jugador pel que els seus moviments especials calia fer-los a l'inrevés, i molt pocs estaven acostumats a aquest canvi. Els atacs més famosos són el Hadouken (una bola d'energia que es disparava des de les mans), el Shoryuken (cop de puny ascendent) i el Tatsumaki (cop de peu giratori amb salt).

## Personatges per país
- Japó: Aquest és el país de Ryu. En entrar aquí podíem veure'ns les cares amb Retsu amb pintes de Shaolin i amb Geki, un ninja que desapareixia, era molt ràpid i llançava contínuament shuriken.
- EUA: Aquest és el país de Ken. Aquí ens podíem trobar Joe un corpulent lluitador de kickboxing sense samarreta i pantalons vermells i en Mike, un boxejador negre de pesos pesants que, malgrat les seves similituds amb Balrog (Street Fighter II: The World Warrior), Capcom ha afirmat que no són el mateix personatge. Va ser expulsat de la boxa per haver matat a algú al ring.
- Xina: En aquest país es trobaven Lee, un lluitador amb el típic vestit xinès i oncle dels actuals personatges Yun i Yang i en Gen, un lluitador amb leucèmia de barba blanca i túnica porpra, que anys després va ser rescatat per incloure-ho en el planter de Street fighter Alpha 2.
- Anglaterra: Aquí estaven Birdie, és un milhomes en busca de poder i rivals que valguin la pena. És impossible saltar sobre ell, encara que es podia passar per sota d'ell quan saltava. L'altre era Eagle, la vestimenta del qual consistia en un esmoquin sense la camisa, una corbata de llaç, i tirants. Emprava dos pals per colpejar, utilitza un estil semblant a l'eskrima.
- Tailandia: En aquest país s'enfrontava a un complicat lluitador de Muay thai anomenat Adon, qui torna a la llum a l'Street Fighter Alpha. Cal destacar que en cas de superar a tots els rivals, l'últim era Sagat, un tailandès de dos metres d'altura que ens colpejava contínuament amb cops de Muay thai i que era molt difícil de vèncer, ja que tenia la particularitat que quan es protegia d'un Hadouken o qualsevol cop especial no es reduïa en res la seva energia/vida. És en aquest combat final on Ryu deixa la característica cicatriu al pit a Sagat, cicatriu que veurem en següents versions del joc.

## Curiositats[calcitació]
- Aquest és l'únic joc de la saga on Ryu utilitza sabates.
- Ja que Sagat era un personatge gairebé impossible de vèncer, en el Joc Street Fighter II, aquesta dificultat va ser reduïda dràsticament.
- El Hadouken, Shoryuken i Tatsumaki Senpu - Kyaku treien el 40% de l'energia del rival, (fins i tot el Shoryuken treia el 80%, ja que generalment donava dos cops), per la qual cosa amb dos precisos i un bloquejat derrotaves a l'oponent, mentre que en tots els jocs posteriors, aquests cops no treien més del que treia un cop fort.
- Sagat tenia la particularitat que quan es protegia d'un Hadouken o qualsevol cop especial no es reduïa en res la seva energia, això no es va mantenir en els jocs posteriors.
- Quan lluitaves contra Sagat, tenia el pegat a l'ull esquerre, però quan el guanyaves, el seu pegat passava a l'ull dret.
- Tot i la dificultat del joc, existia la possibilitat d'usar un truc infal·lible, que feia el joc molt fàcil de guanyar. Aquest consistia a realitzar el Hadouken de forma contínua, sense parar, tot i que la CPU intentava esquivar-lo, mai ho aconseguia.
- Aquest i el Street Fighter IV són els únics jocs de la saga en què el seu número també representa la continuïtat en la història.